# Антоні Марсьяль
Антоні́ Марсья́ль (фр. Anthony Martial; нар. 5 грудня 1995, Массі, Франція) — французький футболіст, нападник клубу «Манчестер Юнайтед».
Фіналіст Євро-2016 у складі збірної Франції.

## Клубна кар'єра
Антоні Марсьяль — вихованець футбольного клубу «Олімпік» (Ліон). Дебютував в першій команді 6 грудня 2012 року в матчі Ліги Європи проти «Хапоеля» з Киріят-Шмони. 3 лютого 2013 року форвард вперше зіграв у Лізі 1, за 11 хвилин до кінця зустрічі з «Аяччо» змінив на полі Рашида Геззаля. До закінчення сезону нападник зіграв ще в 2 матчах чемпіонату країни.

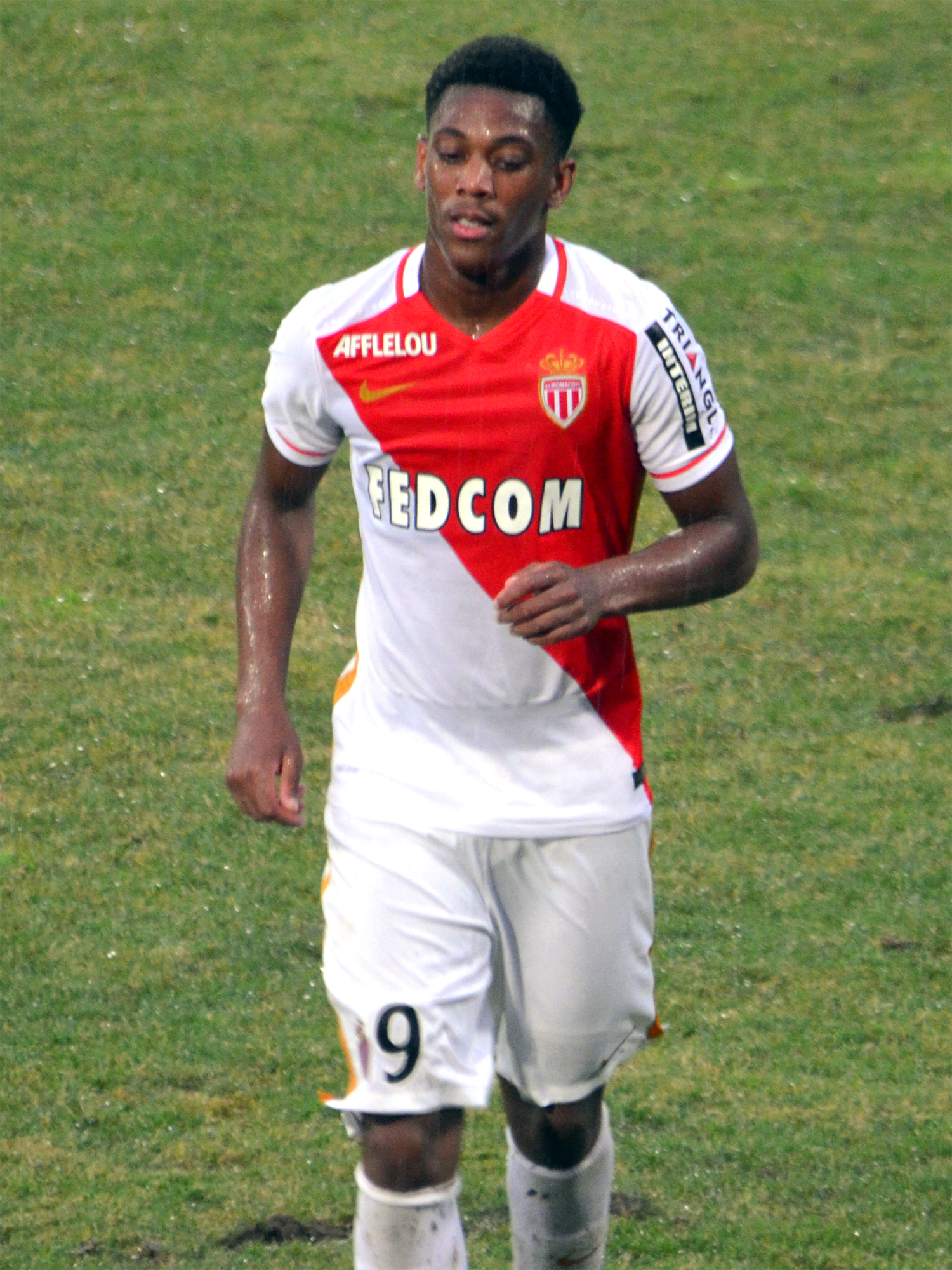
Антоні за «Монако» у 2015 році

Влітку 2013 року Марсьяль перейшов в «Монако».
У серпні 2015 року 19-річний нападник перебрався до англійського «Манчестер Юнайтед» за 58 млн фунтів. (80 млн євро)

## Міжнародна кар'єра
Антоні Марсьяль виступав за юнацькі збірні Франції, починаючи з 16-річного віку.
З 2013 року грав за збірну гравців не старше 19 років. У складі збірної брав участь у юнацькому чемпіонаті Європи 2013 року, на якому став віце-чемпіоном континенту.
13 серпня 2013 року у віці 17 років форвард дебютував за молодіжну збірну Франції в товариському матчі з однолітками з Німеччини. 5 вересня Марсьяль забив перший гол за команду у відбірковому матчі до чемпіонату Європи у ворота молодіжної збірної Казахстану.

## Досягнення
- Віце-чемпіон Європи: 2016
- Переможець Ліги націй УЄФА: 2021-22

«Манчестер Юнайтед»
- Володар кубка Англії: 2016
- Володар Суперкубка Англії: 2016
- Володар Кубка Футбольної ліги: 2016–17, 2022–23

- Переможець Ліги Європи УЄФА: 2016–17